# Nuestra Señora del Coro

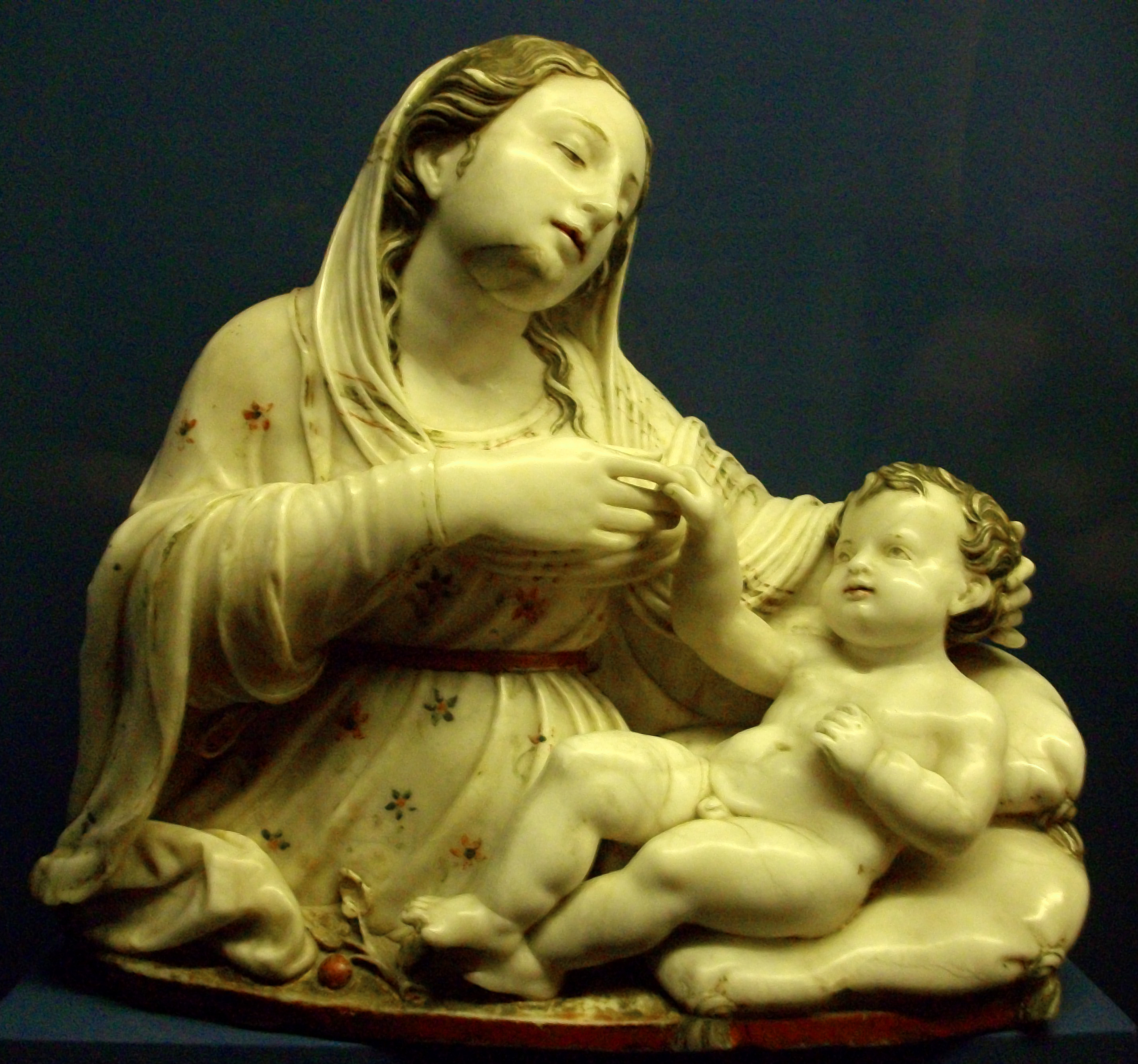
Damián Forment, Nuestra Señora del Coro, hacia 1515.
Alabastro policromado y dorado, 36 x 40 x 14 cm. Procede del Convento de Carmelitas Descalzas de Santa Teresa, conocido como «Las Fecetas», de Zaragoza. Colección particular, Zaragoza.

Nuestra Señora del Coro es una escultura en alabastro policromado y dorado, realizada por el artista valenciano Damián Forment en torno a 1515. Actualmente se conserva en una colección privada de Zaragoza. La Iglesia católica conmemora la festividad de la advocación el 8 de septiembre.

## Historia
Procede del Convento de Carmelitas Descalzas de Santa Teresa, conocido como «Las Fecetas», de Zaragoza (Aragón, España). Pertenece a una colección particular zaragozana.
Muy alabada por el padre Faci en 1739, recibió ese nombre por la ubicación original de la pieza en el coro de la iglesia conventual. Se trata de un busto de la Virgen de medio cuerpo con el Niño recostado sobre dos cojines, quien toma con su mano el dedo índice de su madre. En la descripción del padre Faci se dice que María ofrecía al Niño unas flores, y ya se aludía a la mella de la barbilla, que debió ser repuesta posteriormente.
La estatua conserva resos de pan de oro original del cabello de la Virgen, aunque en el resto de la imagen se ha constatado que se repolicromó en el siglo XVIII, momento en el que se pintarían de rojo labios y ojos y se añadirían unas florecillas en las vestiduras de la Virgen.
Destaca este bulto redondo por la calidad de la textura conseguida en el alabastro, escogido entre los mejores bloques de las canteras del Ebro en Aragón. Estos eran de no muy gran tamaño, lo que explica la finura y las proporciones de la imagen (36 x 40 x 14 cm).
Guarda semejanzas con el estilo de las escenas de la predela del Retablo de la Basílica del Pilar de Zaragoza, que fue iniciado en 1509; en concreto la Virgen sigue el prototipo de la figura homóloga en la escena de la Anunciación del banco del retablo pilarista, a su vez partiendo de modelos de Paolo de San Leocadio y que abandonó en su etapa de madurez.
La composición se inspira en el Renacimiento escultórico italiano, que tiene paralelos en la Virgen con el Niño de Benedetto da Maiano (Siena, Colección Monte dei Paschi).